# マーク・リー (ラグビー選手)
マーク・リー（Marc Le、1986年10月6日 - ）は、マレーシア出身のラグビー選手。

## プロフィール
- ポジションはウィング(WTB)。
- 身長 182cm、体重 93kg
- ウェリントンU18代表に選ばれたことがある[1]。

## 略歴
セント・パトリックスカレッジ、ビクトリア大学卒業後に2010年、リコーブラックラムズに加入。同年9月18日に行われたジャパンラグビートップリーグ第3節の福岡サニックスブルース戦に先発出場で日本での公式戦初出場を果たす。
2013年、釜石シーウェイブスに加入。
2015年、日野自動車レッドドルフィンズに加入。
2018年、日野自動車レッドドルフィンズを退団した。